# Římskokatolická církev v Maďarsku
Římskokatolická církev v Maďarsku je největší organizovanou náboženskou skupinou Maďarska, v roce 2001 se k ní přihlásilo 5 289 521 obyvatel (51,9 %). Nejvyššího podílu dosahují římští katolíci v župách Zala (80,6 %) a Vas (77,3 %); obecně spíše v západní polovině země a v župách Heves a Nógrád.

## Struktura
Maďarsko se člení na čtyři církevní provincie složené celkem z dvanácti diecézí. Organizačně mimo provincie stojí územní opatství v Pannonhalmě, podřízené přímo Svatému stolci, a vojenský ordinariát.
- Arcidiecéze ostřihomsko-budapešťská (Ostřihom-Budapešť; zal. kolem 1000) se sufragánními diecézemi:
  - Diecéze rábská (Győr; zal. 11. stol.)
  - Diecéze stoličnobělěhradská (Székesfehérvár, zal. 1777)

- Arcidiecéze kalošsko-kečkemétská (Kalocsa-Kecskemét; zal. kolem 1000) se sufragánními diecézemi:
  - Diecéze péčská (Pécs, zal. 1009)
  - Diecéze segedínsko-čanádská (zal. 1035)

- Arcidiecéze jagerská (Eger; zal. kolem 1000, arcib. od 1804) se sufragánními diecézemi:
  - Diecéze vacovská (Vác, zal. 11. stol.)
  - Diecéze debrecínsko-nyíregyházská (Debrecín-Nyíregyháza, zal. 1993)

- Arcidiecéze veszprémská (Veszprém; zal. 1009, arcib. od 1993) se sufragánními diecézemi:
  - Diecéze szombathelyská (Szombathely, zal. 1777)
  - Diecéze kapušvárská (Kaposvár, zal. 1993)

- Pannonhalmské územní arciopatství (zal. 997)
- vojenský ordinariát Maďarska

## Fotogalerie

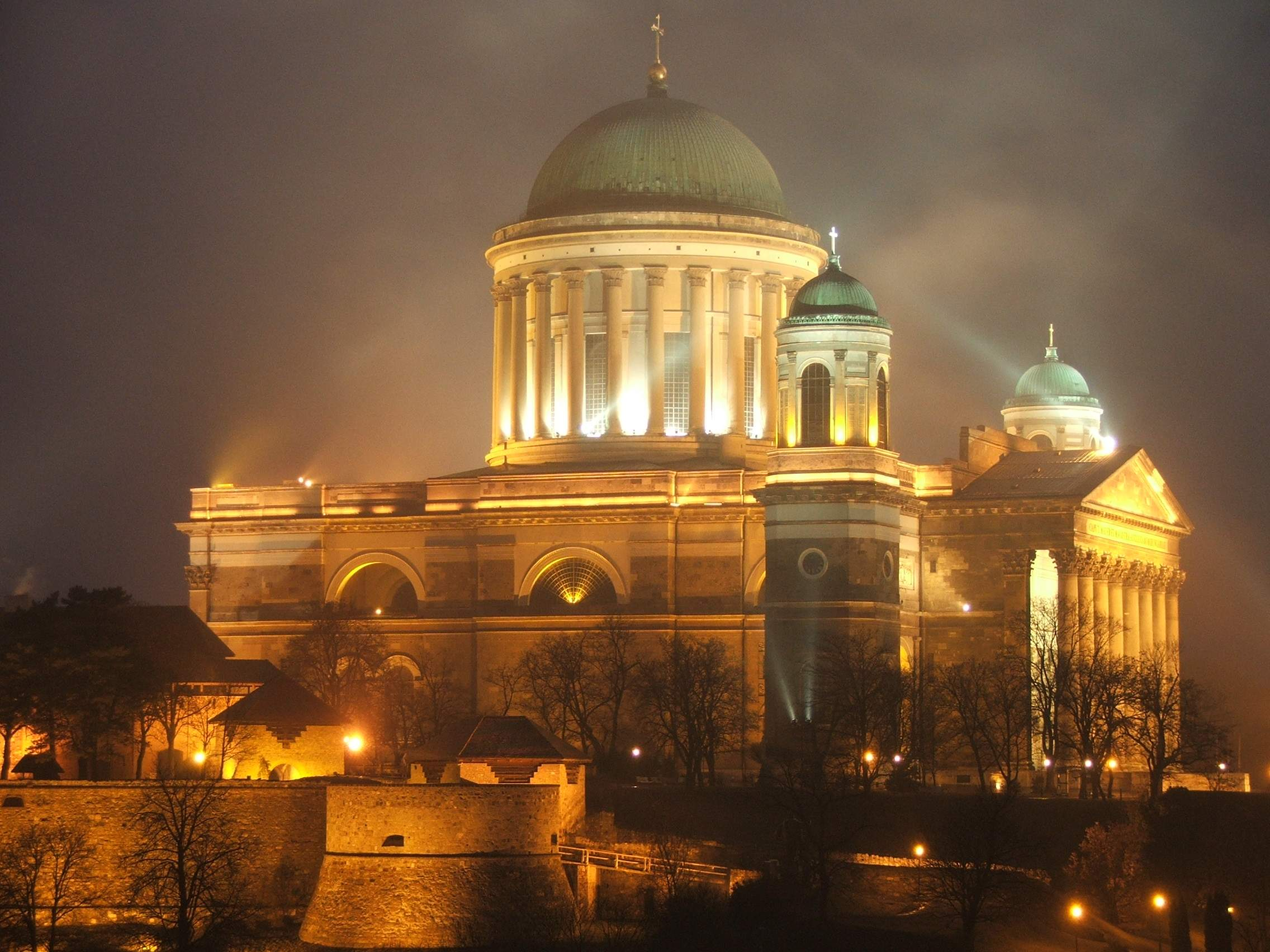
Katedrála Panny Marie a sv. Vojtěcha v Ostřihomi
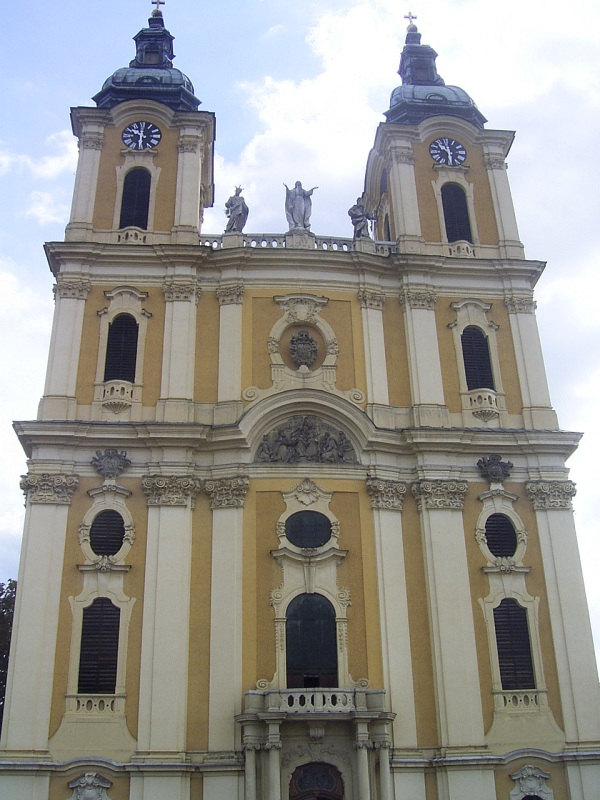
Katedrála Panny Marie v Kalocsi
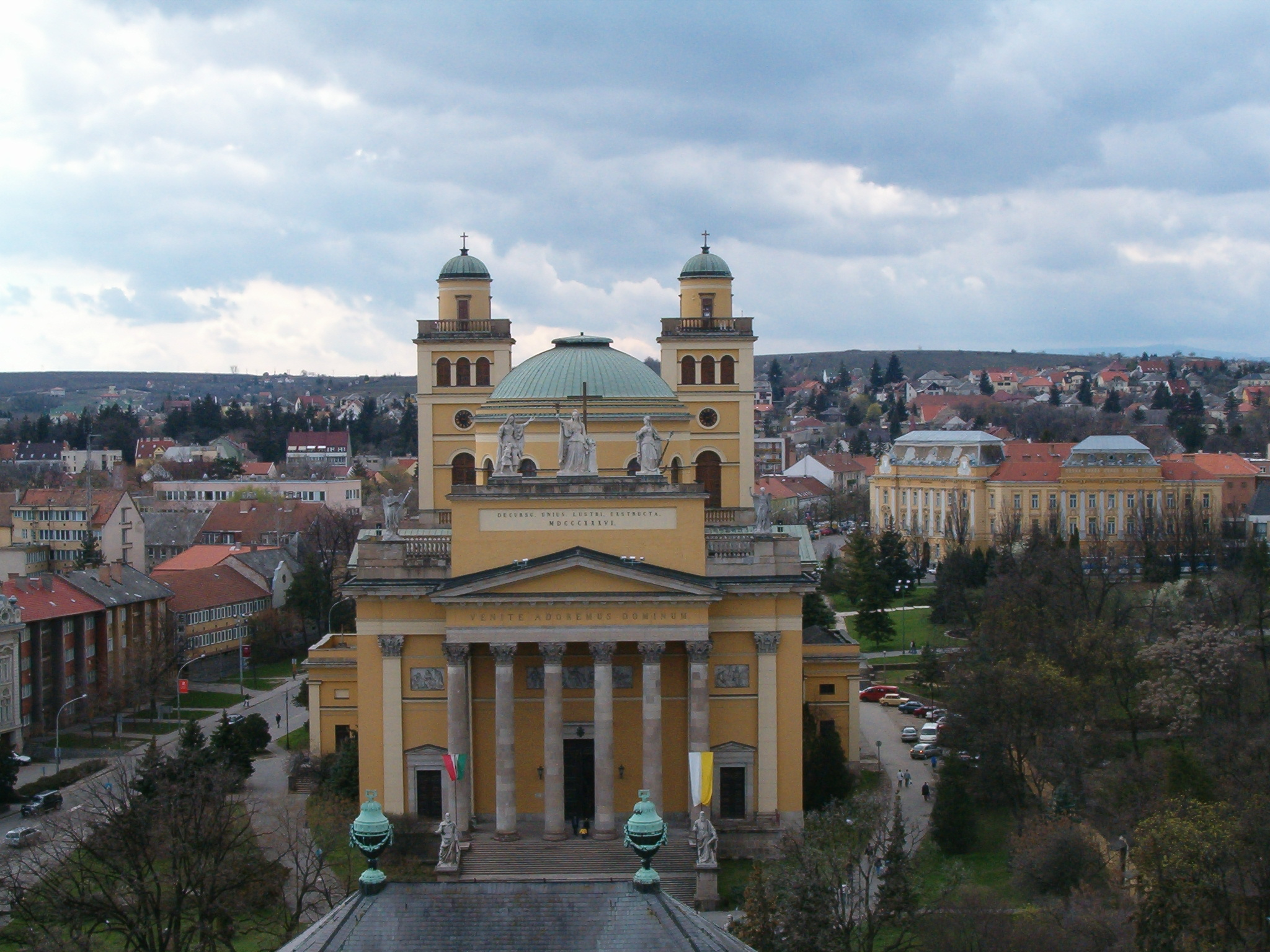
Katedrální bazilika v Egeru
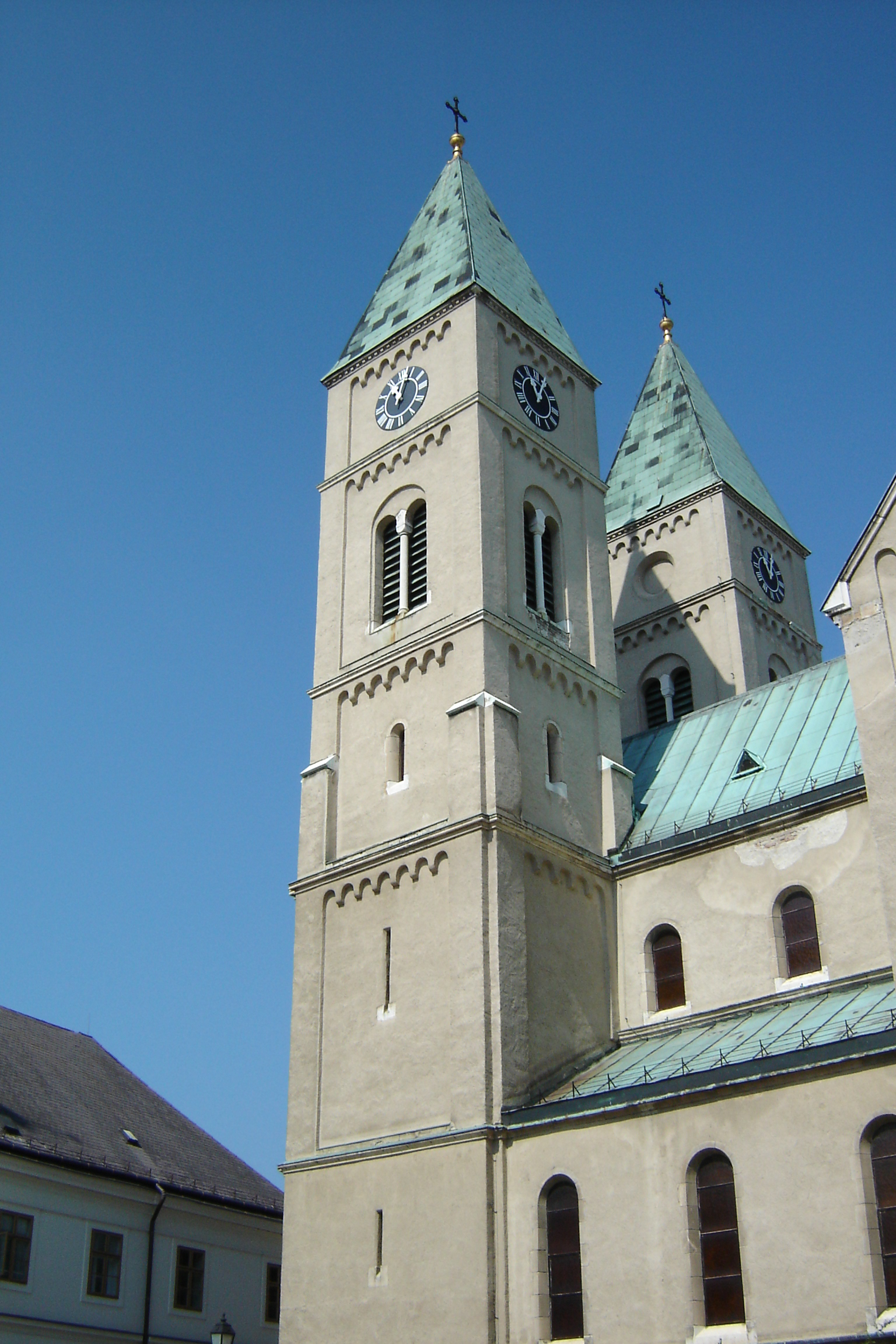
Katedrála sv. Michaela ve Veszprému
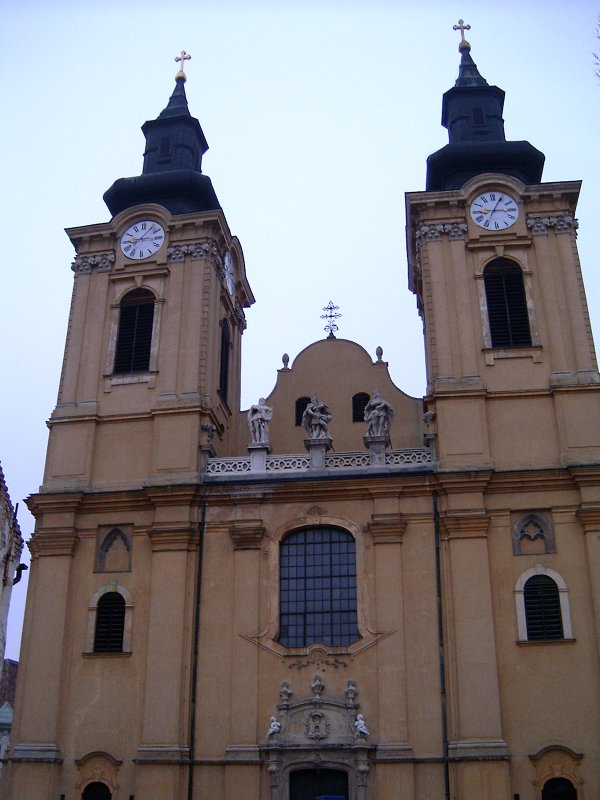
Katedrála sv. Štěpána ve Székesfehérváru
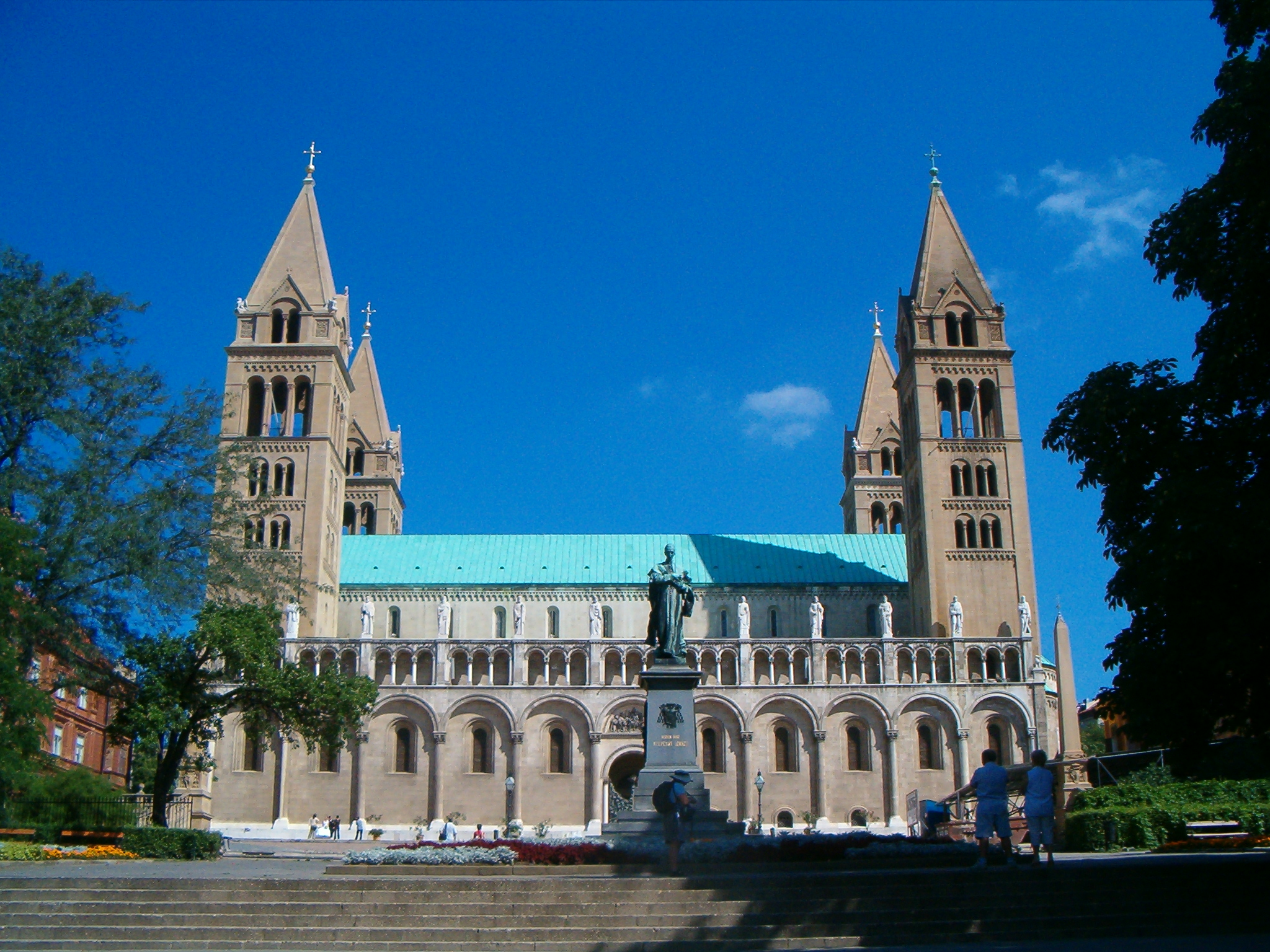
Katedrála Petra a Pavla v Pécsi (Pětikostelí)
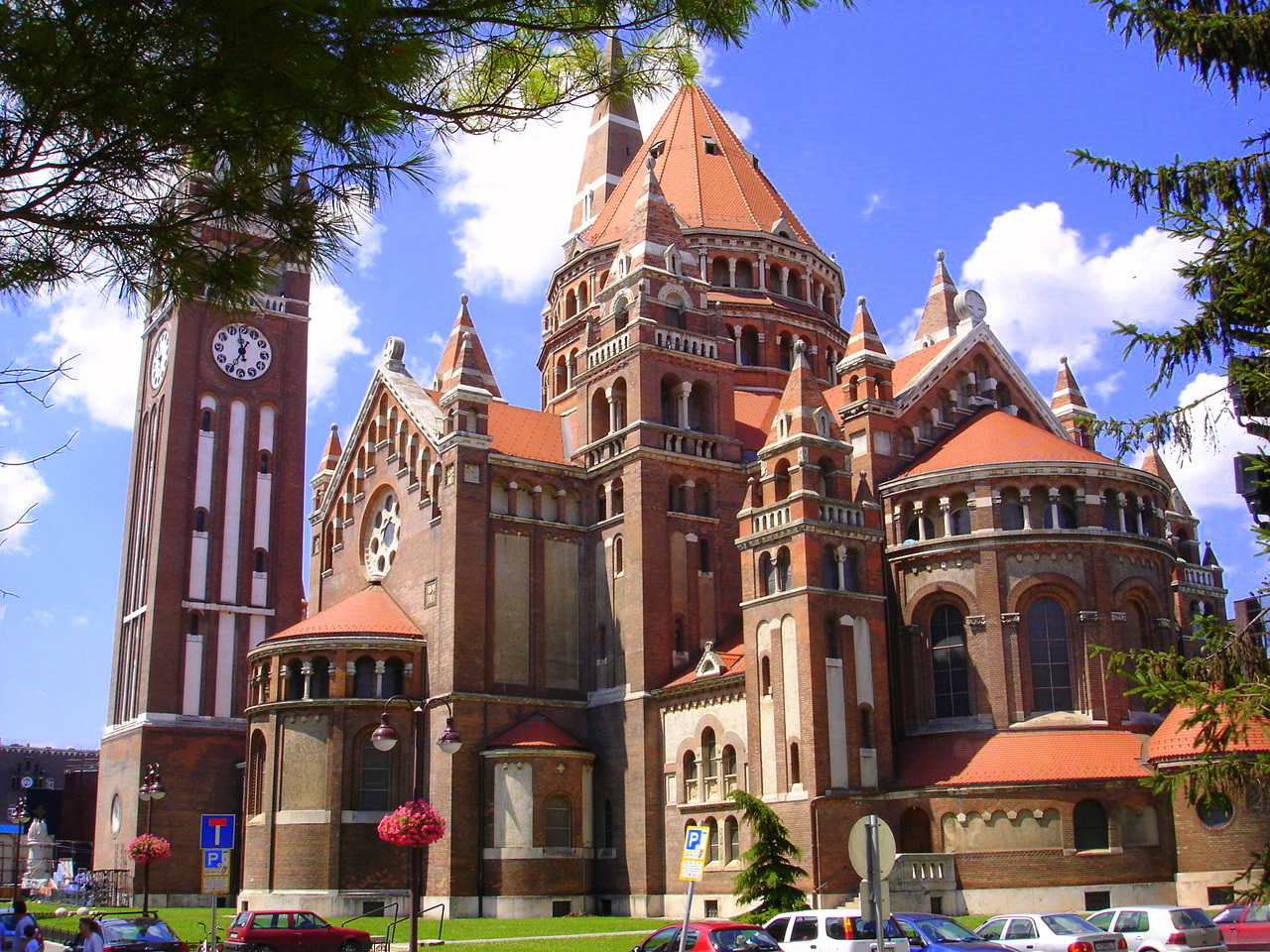
Katedrála v Segedínu
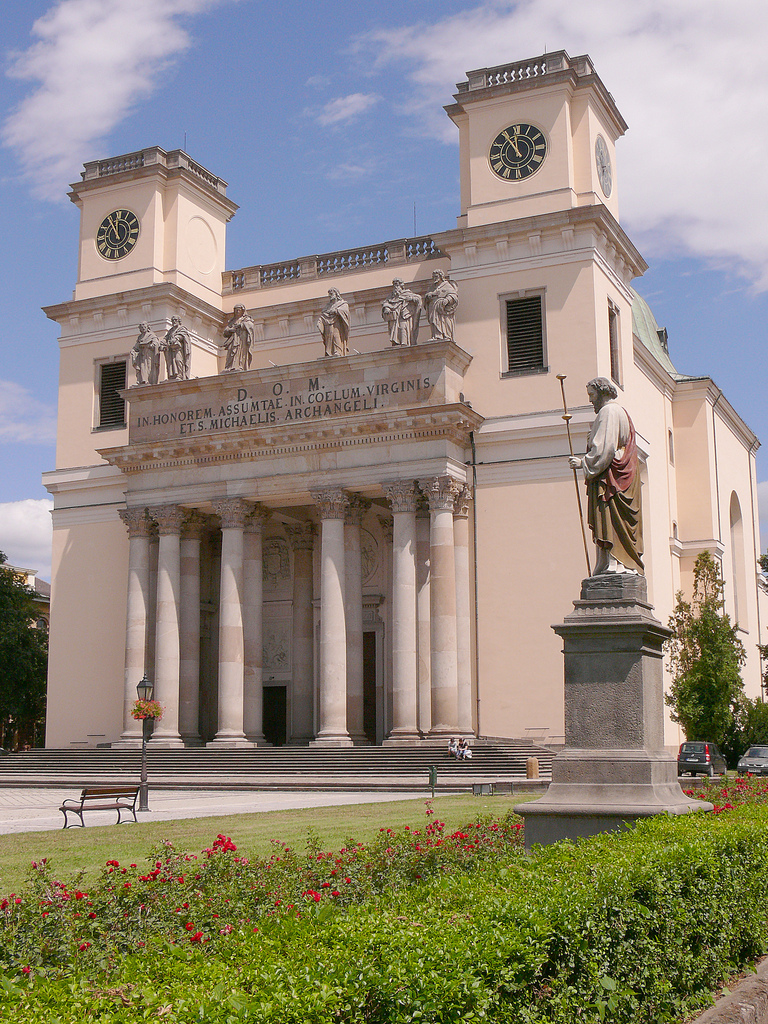
Katedrála Panny Marie ve Vácu
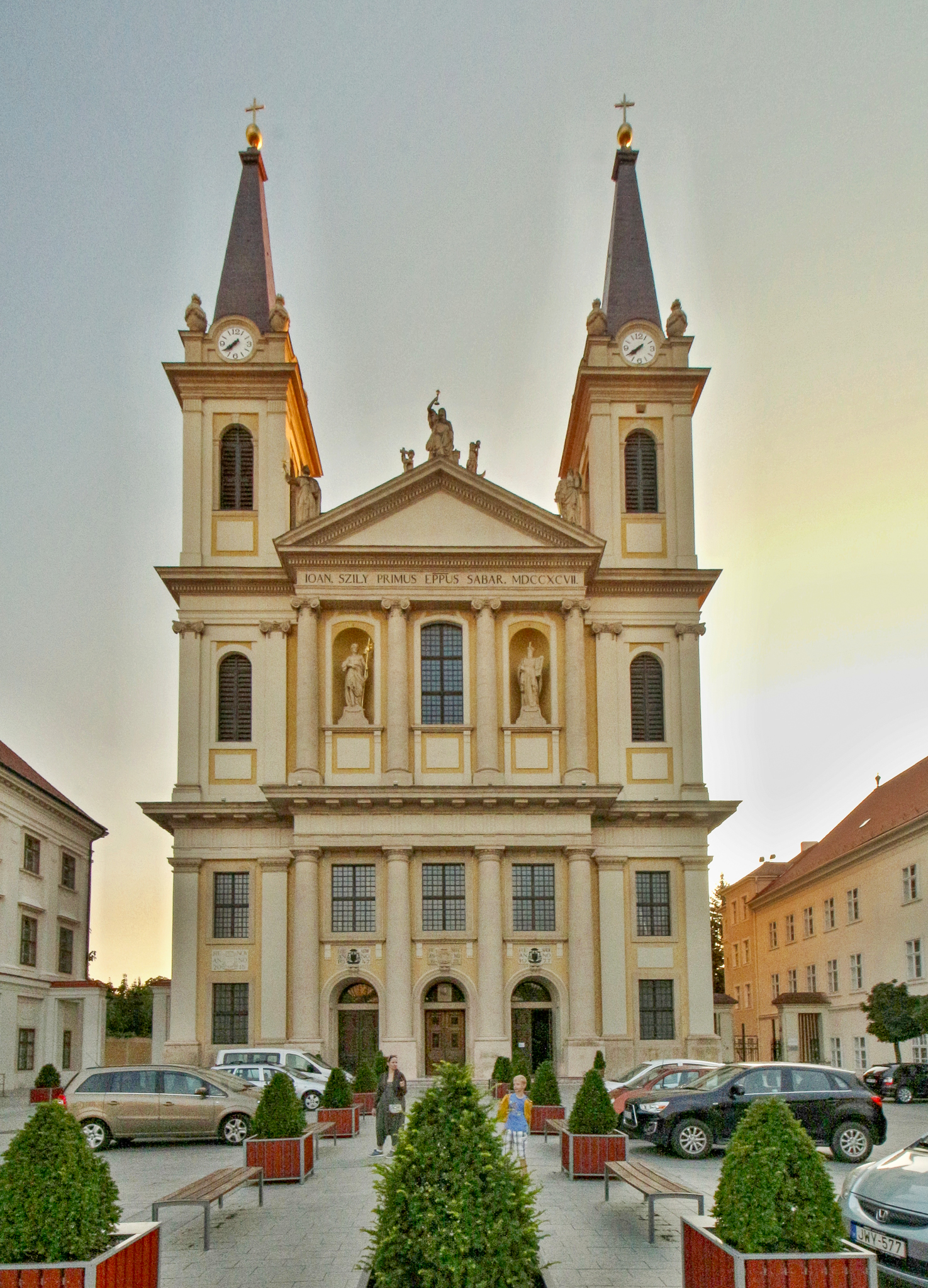
Katedrála Navštívení Panny Marie v Szombathely
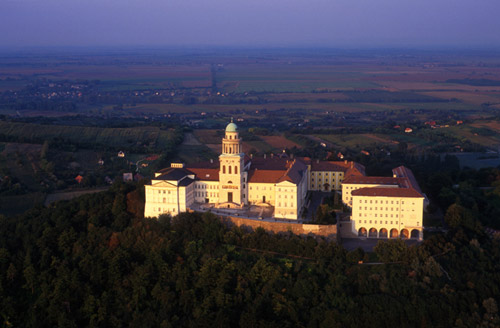
Opatství sv. Martina v Pannonhalmě